# چرکس‌های سوریه
چرکس‌های سوریه  به مهاجران چرکسی اطلاق می‌شود که در قرن نوزدهم در سوریه ساکن شدند. آنها پس از نسل‌کشی چرکس‌ها در پی جنگ روسیه و چرکس به سوریه مهاجرت کردند. در حالی که آنها به بخشی از جامعه سوریه تبدیل شده‌اند که به‌طور فزاینده ای جذب شده‌اند، اما با حفظ زبان (علاوه بر زبان عربی)، میراث قبیله ای و برخی دیگر از آداب و رسوم سنتی خود، هویت متمایز خود را حفظ کرده‌اند.
قبل از جنگ داخلی سوریه، جمعیت چرکس‌ها حدود ۱۰۰هزار نفر تخمین زده می‌شد. از زمانی که درگیری یک دهه ای آغاز شد در سال ۲۰۱۱، جمعیت چرکس‌ها در سوریه کاهش یافته‌است.
بسیاری از چرکس‌های سوریه کشور را ترک کرده‌اند و به مناطق تحت عنوان چرکس قفقاز شمالی، به‌ویژه آدیگه، کاباردینو-بالکاریا و قره‌چرکس، و همچنین به جمهوری آبخازیا که تا حدی به رسمیت شناخته شده‌است، بازگردانده شده‌اند یا در حال بازگشت هستند.
در سال ۲۰۱۸ پروفسور جان شوپ گفت که جمعیت چرکس در سوریه حدود ۱ درصد از کل جمعیت این کشور را تشکیل می‌دهد و آنها را ششمین گروه قومی بزرگ در کشور می‌کند.